# فرانسيسك إيكسيمينيس
فرانسيسك إيكسيمينيس Francesc Eiximenis كاتب فرانسيسكاني كتالوني، ورجل دين عاش في القرن الرابع عشر في مملكة أراغون.

## مكانته
يعتبر من أحد أنجح الكتاب الكتالوينين في العصور الوسطى، حيث تم قراءة وطبع ونشر كتبه وترجمتها على أوسع نظاق. وكان له تأثير كبير في المجال الأدبي والسياسي.

## من قراءه
وكان من بين قراءه ملوك مثل بيتر الرابع وجون الأول ومارتن الأول. والبابا أفينيون بينيديكتوس الثالث عشر.

## من كتبه
من أشهر كتبه «موسوعة لو كريستيا». التي تتناول الدين المسيحي. وتعتبر صورة لحياة العصور الوسطى.

## اقرأ أيضا
- أعماله الكاملة باللغة الأصلية